# 郑州市第102中学
郑州市第102中学（原郑铁二中），是位於河南省鄭州市的一所完全中学，首批“全国初中名校改革与创新示范校”，郑州市示范性高中。

## 历史
郑州市第102中学创建于1963年7月，原为郑州市铁路职工子弟第二中学。在2005年郑州铁路局所属中小学移交地方管理的过程中，和其他15所铁路系统中小学一起移交郑州市教育局管理，并改为此名。

## 杰出校友
- 冯梅梅：世界著名的双向飞碟射击冠军[4][6]
- 丁岚：电影《少林寺》中牧羊女的扮演者[4]
- 徐春雨：中央歌剧舞剧院青年女高音歌唱家[4]
- 安兴华：世界中学生信息学比赛铜牌获得者[4]
- 张菲：共青团最年轻的第十五届团中央委员[7][4]

## 班主任节
1994年设立班主任节至今，在每年的5月。